# 범무늬 고양이

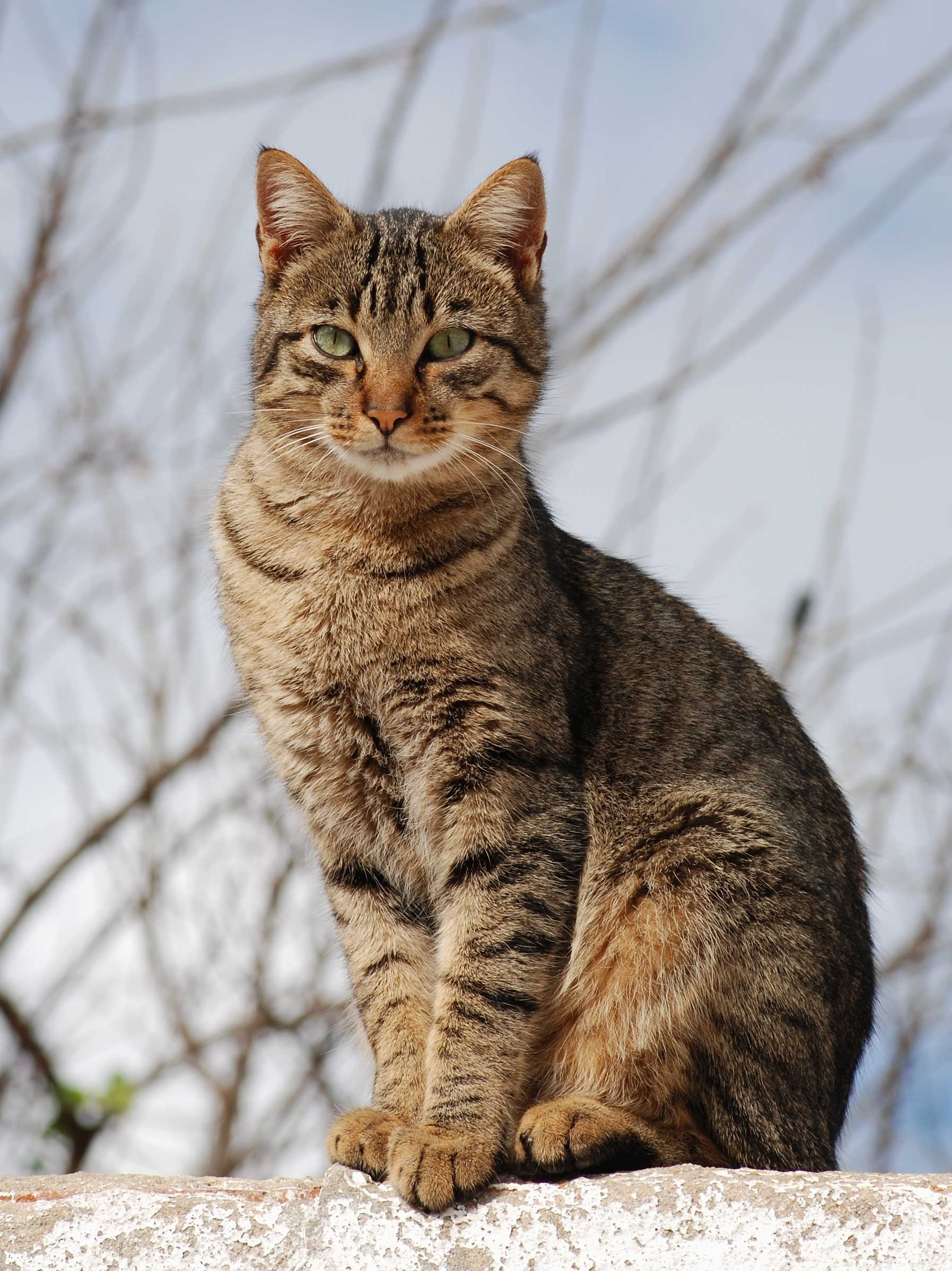

범무늬 고양이(tabby cat)는 줄무늬 또는 점무늬 같은 무늬가 뚜렷한 집고양이이다.
범무늬 고양이는 집고양이지만, 성격이 매우 활발하고 꽤 흔한 편이다.

## 특징
여러 색깔이 흐리멍덩하게 뒤섞인 얼룩 고양이와는 구분된다. 무늬 색깔은 다양하지만, 공통적으로 얼굴에 호랑이와 비슷한 "M"자 무늬가 있다. 간혹 고양이 육종가들이 범무늬를 잡종으로 인한 것으로 오인하지만, 범무늬는 잡종과 순종을 가리지 않고 여러 품종에서 나타나는 특징이다.
아마 집고양이의 조상인 아프리카 들고양이의 유전자에서부터 내려오는 것으로 생각된다. 아프리카들고양이는 말 그대로 아프리카에 사는데 더운 기후에 적응했다. 

## 같이 보기
- 삼색털 고양이
- 얼룩 고양이